# Capella Blanca

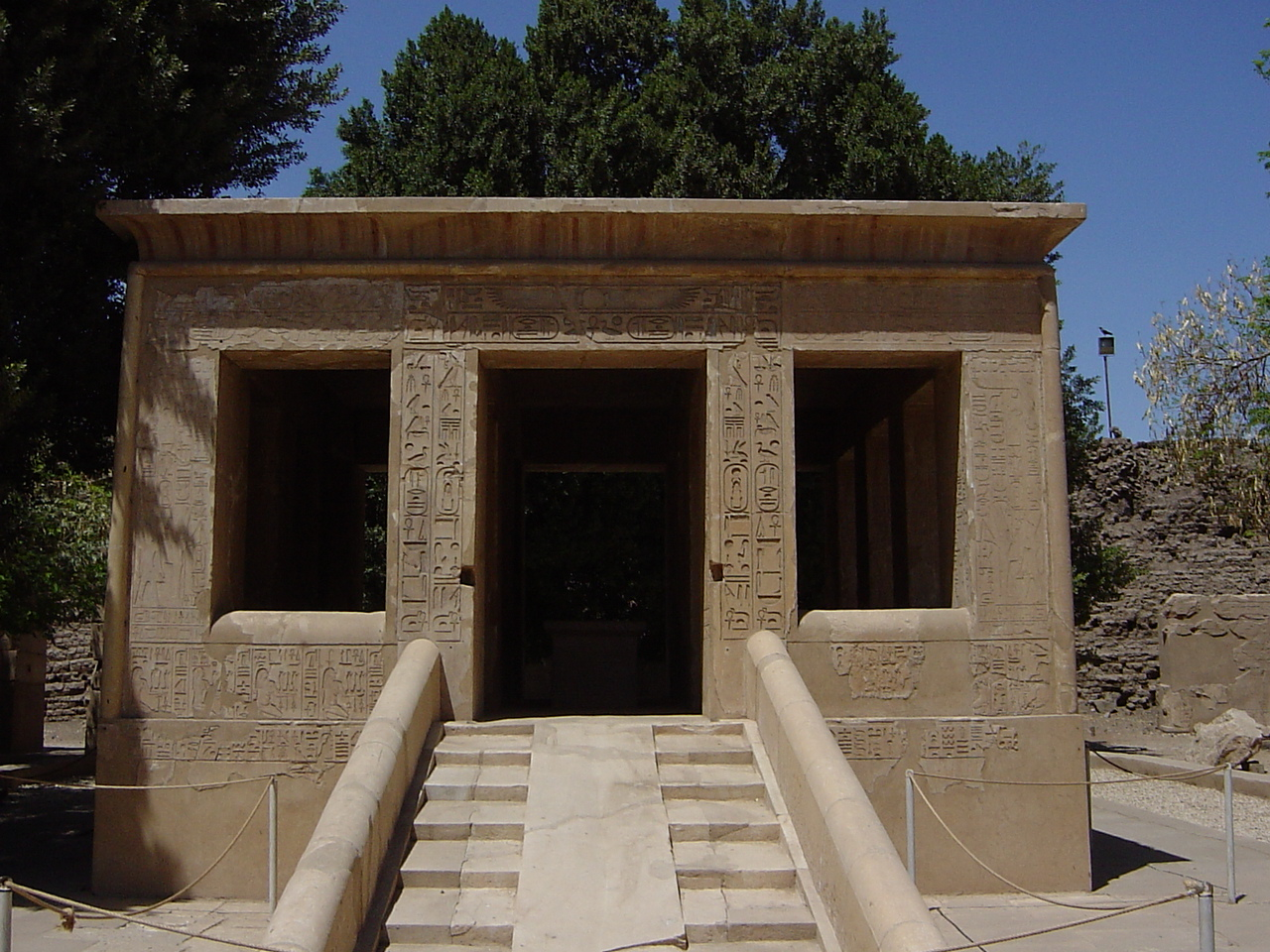
La Capella Blanca de Senusret I.

La Capella Blanca de Senusret I, també coneguda com la Capella del Heb Sed de Senusret I, és una edificació egípcia construïda durant l'Imperi Mitjà. Durant l'Imperi Nou va ser demolida i utilitzada com a pedrera per al Tercer Piló del Recinte d'Amon Ra del Temple de Karnak.
El 1927 Henri Chevrier i Pierre Lacau van trobar nombrosos elements de la capella entre els blocs del Tercer Piló del temple principal, construït en temps d'Amenofis III, i entre 1927 i 1930 es van obtenir un total de 77 peces, extretes acuradament i recol·locades per reconstruir l'edifici que s'observa en l'actualitat al Museu a l'aire lliure de Karnak.
La Capella Blanca està realitzada en pedra calcària de Tura, una roca blanca i dura de gran bellesa i qualitat. Les seves columnes mostren relleus d'un gran mestratge amb un excepcional nivell de detall, superior a la resta de relleus de Karnak, i mostren al faraó Sesostris sent coronat i acollit per Amon, Horus, Min i Ptah. Els relleus es trobaven policromats, si bé el pas del temps ha eliminat la coloració, excepte en alguns sectors, on s'aprecien traços vermells, blancs o grocs.
Al llarg de tota la base del mur exterior discorre una sèrie de relleus descrivint els emblemes i les divinitats dels nomos d'Egipte. En el costat occidental apareixen els de l'Alt Egipte, i en la part oriental els del Baix Egipte.